# Rosa Menzer

Rosa Menzer (Mitte oben) mit ihren Eltern und Geschwistern (um 1905)

Rosa Menzer (geboren als Hiende Reise Litwin am 4. Januar 1886 in Plungė, Litauen; gest. 28. Mai 1942 in Tötungsanstalt Bernburg) war eine Dresdner Arbeiterfunktionärin und Widerstandskämpferin.

## Leben

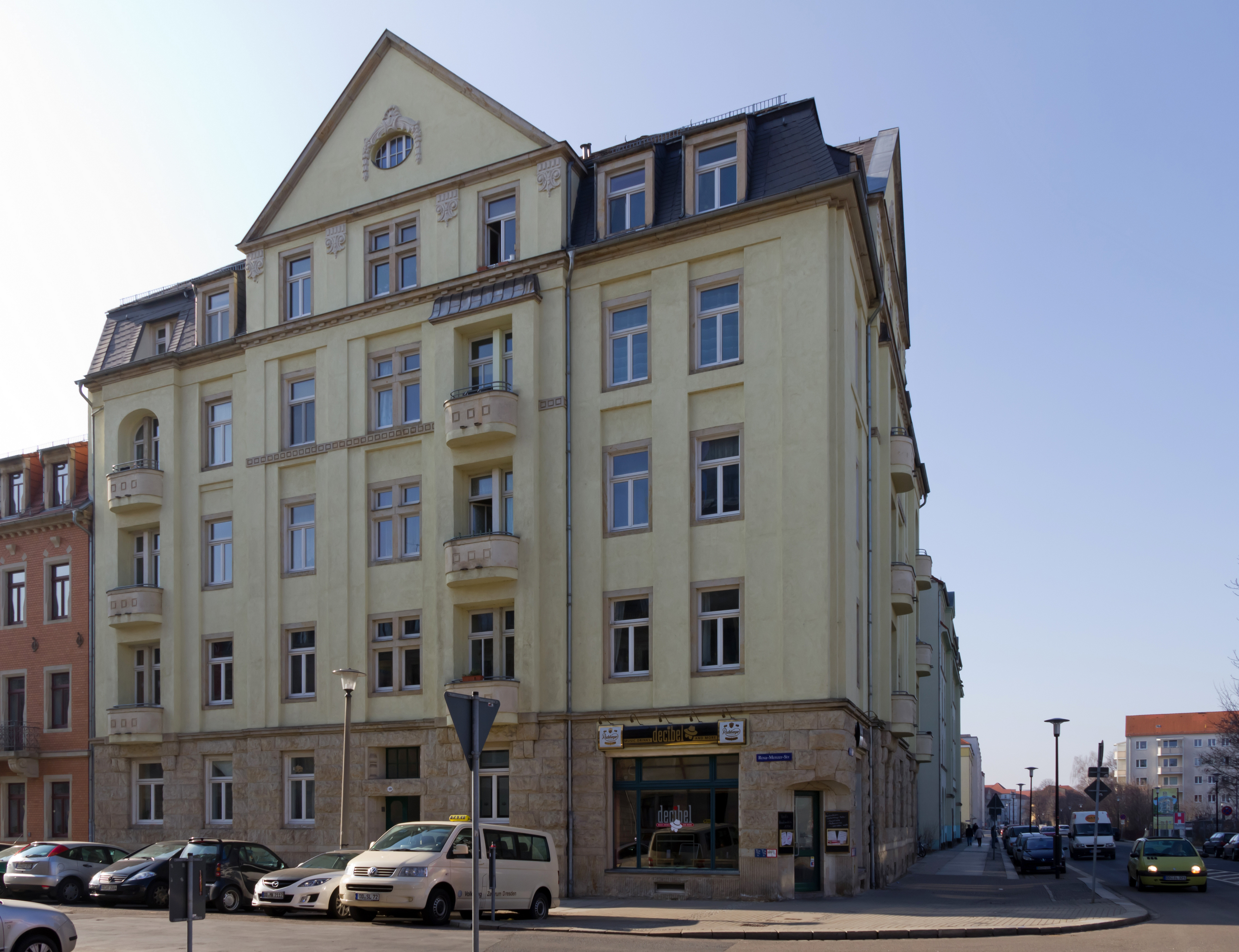
Haus Rosa-Menzer-Straße 19, ab 1925 Rosa Menzers Wohnhaus

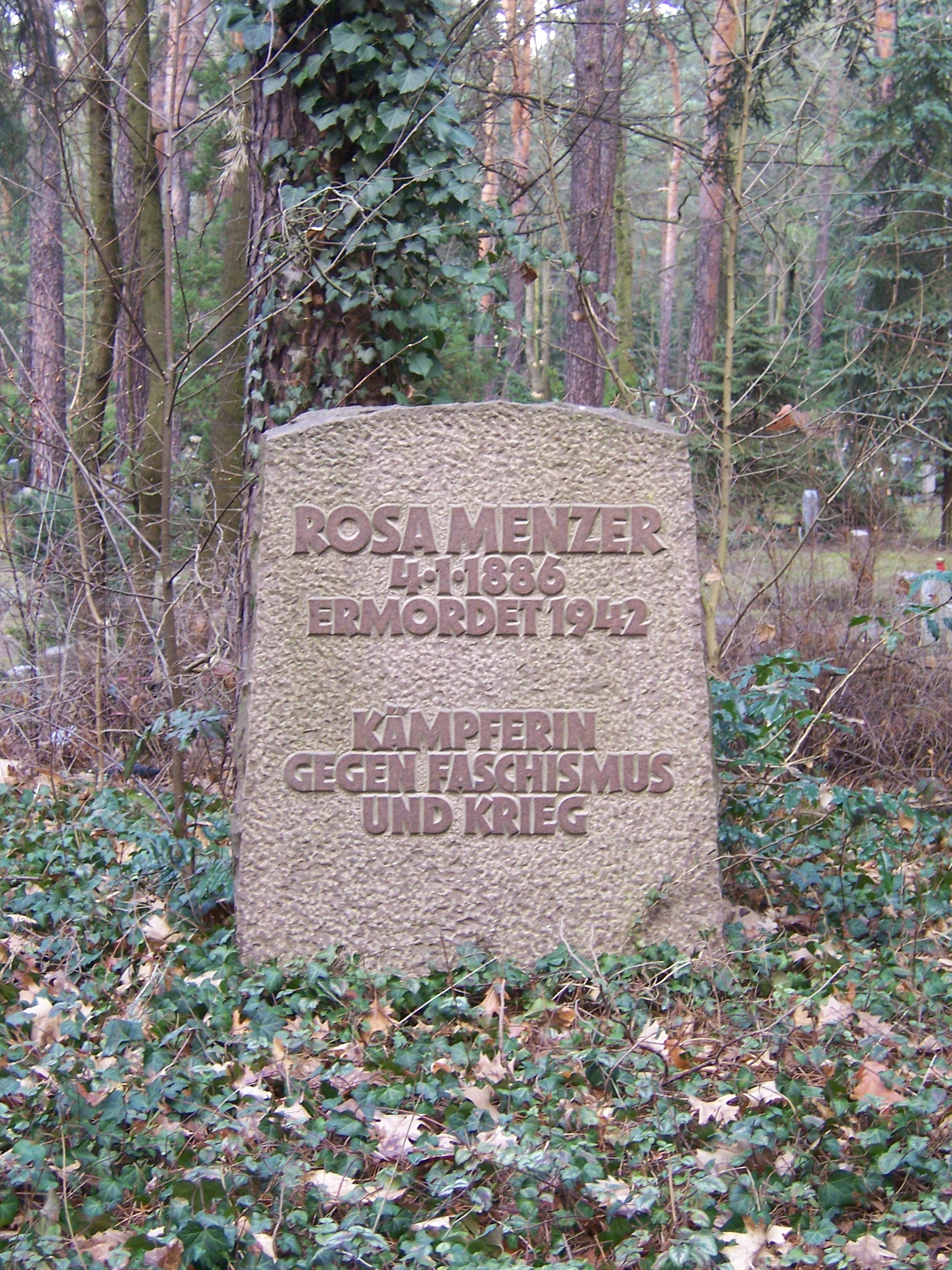
Gedenkstein für Rosa Menzer auf dem Heidefriedhof

Hiende Reise Litwin kam als eines von zwölf Kindern von Markus und Behle-Ihle Litwin in Litauen zur Welt. Sechs Töchter und zwei Söhne der Familie überlebten; sie wuchsen jüdisch-orthodox auf. Aufgrund der Armut der Eltern, der Vater war als Wanderhändler tätig, besuchte die älteste Tochter Hiende Reise Litwin keine Schule, sondern wurde von der Mutter in Hebräisch und Jiddisch unterrichtet. Sie begann schließlich im Alter von zwölf Jahren eine Schneiderlehre.
1907 ging Litwin nach Deutschland, wobei sie zu dieser Zeit noch kein Deutsch sprach. Sie ließ sich als Rosa Litwin in Berlin nieder, war als Hausschneiderin tätig und schloss sich den Berliner Sozialisten an. Die Behörden verweigerten Litwin als Ausländerin 1908 den weiteren Aufenthalt in Berlin und so ging sie im selben Jahr nach Dresden, wo sie als Schneiderin tätig war. Sie begann die deutsche Sprache zu lernen und schloss sich bald darauf dem sozialdemokratischen Bildungsverein in Dresden an. Sie wurde 1912 Mitglied der SPD und aktive Funktionärin. Sie lernte den rund 20 Jahre älteren Bildhauer und Schriftsteller Max Menzer kennen, der wie Litwin in der SPD aktiv war. Sie heirateten 1912, der Ehe entstammten die Töchter Ilse (* 1914) und Ruth (* 1917). Rosa Menzer wurde im Oktober 1918 Mitglied der USPD und schloss sich unmittelbar nach der Gründung der KPD im Dezember 1918 dieser an. Max Menzer verstarb bereits 1924.
Rosa Menzer widmete sich neben ihrer Arbeit als Schneiderin intensiv der Parteiarbeit in der Striesener Parteigruppe der KPD. Sie leitete die Ortsgruppe Striesen der Internationalen Arbeiterhilfe, deren Mitglied sie im September 1924 geworden war, und übernahm die Leitung der Striesener Organisation des Roten Frauen- und Mädchenbundes, einer Nebenorganisation des Roten Frontkämpferbundes. Menzers Wohnung auf der Markgraf-Heinrich-Straße 19 („die rote 19“, heute Rosa-Menzer-Straße 19) wurde ab 1925 Treffpunkt und Unterschlupf für zahlreiche Parteimitglieder, darunter auch Martin Hoop und Robert Liebknecht. In ihrem Stadtteil Striesen zählte sie so „zu den aktivsten Funktionären der Partei, des Roten Frauen- und Mädchenbundes und der Internationalen Arbeiterhilfe“ und wurde auch „Rosa Luxemburg von Striesen“ genannt. Zwar wollte die Kommunistische Partei Ostsachsens sie als Kandidatin für den Sächsischen Landtag vorschlagen, doch schätzte Menzer ihre Kenntnisse der deutschen Sprache als nicht gut genug ein und schlug stattdessen Olga Körner als Kandidatin vor, die gewählt wurde.
Im November 1933 wurde Menzers Tochter Ruth wegen illegaler Fortsetzung des Kommunistischen Jugendverbandes verhaftet und zu einer achtmonatigen Gefängnisstrafe verurteilt. Menzer selbst wurde erstmals im Januar 1934 wegen illegaler Arbeit für die KPD verhaftet und zu einer 18-monatigen Gefängnisstrafe verurteilt, die sie im Zuchthaus Waldheim verbrachte. Nach ihrer Entlassung lebte sie unter polizeilicher Aufsicht, beteiligte sich jedoch an illegalen Zusammenkünften. 
Sie wurde am 21. Oktober 1939 zur Gestapo bestellt, weil sie angeblich Radio Moskau und Radio London gehört hatte, obwohl ihr Radiogerät bereits 1935 konfisziert worden war. Obwohl das Verfahren gegen Menzer im Dezember 1939 durch die Staatsanwaltschaft Freiberg/Sachsen eingestellt wurde, blieb Menzer in Haft. Am 15. März 1940 wurde sie in das KZ Ravensbrück deportiert. Sie war dort unter anderem mit Olga Körner inhaftiert. Der letzte Brief an ihre Töchter, in dem Menzer verschlüsselt ihre bevorstehende Deportation ankündigte, stammt vom Februar 1942. Darin schrieb sie:

„Sollte Hildes Tante [i.e. Rosa Menzer] ihren jetzigen Wohnort ändern müssen, wünsche ich mir bloß, daß die Kinder tapfer bleiben und nicht den Kopf hängen lassen. Ich bin fest überzeugt, daß sie auch das gut überwinden wird. Ich kenn sie als eine tapfere Frau mit guter Haltung. Und starker Wille macht viel aus.“

Ihre Töchter erhielten 1942 die Nachricht, dass Menzer in Ravensbrück an Gebärmutterkrebs verstorben sei. Spätere Nachforschungen, unter anderem von Rosa Thälmann, ergaben, dass sie von Ravensbrück aus im März 1942 mit weiteren jüdischen Frauen (u. a. Olga Benario-Prestes) in die Tötungsanstalt Bernburg deportiert worden war. Dort wurde sie vermutlich am 28. Mai 1942 vergast.

## Gedenken

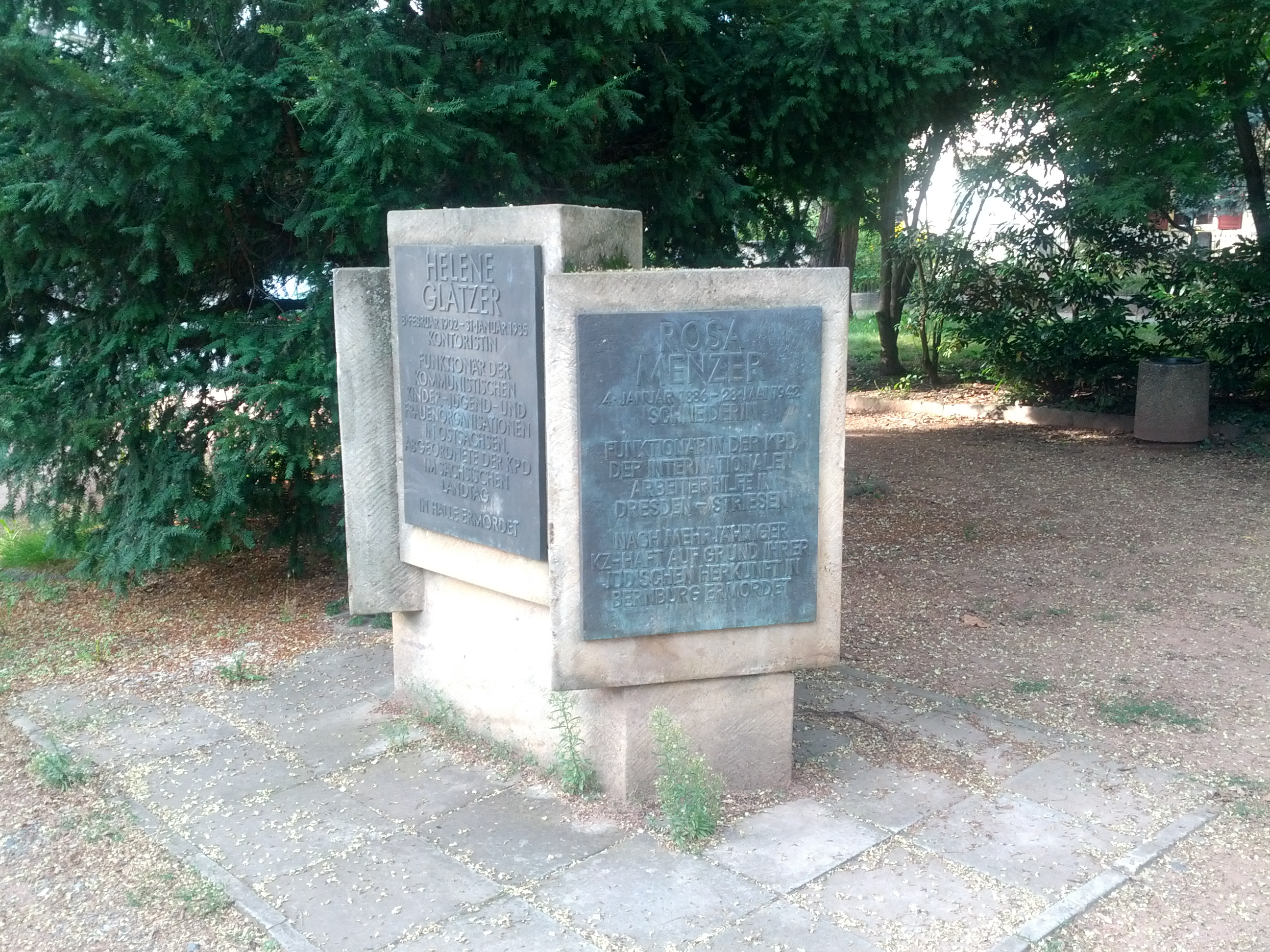
Denkmal für Rosa Menzer, Helene Glatzer und Otto Galle 1988

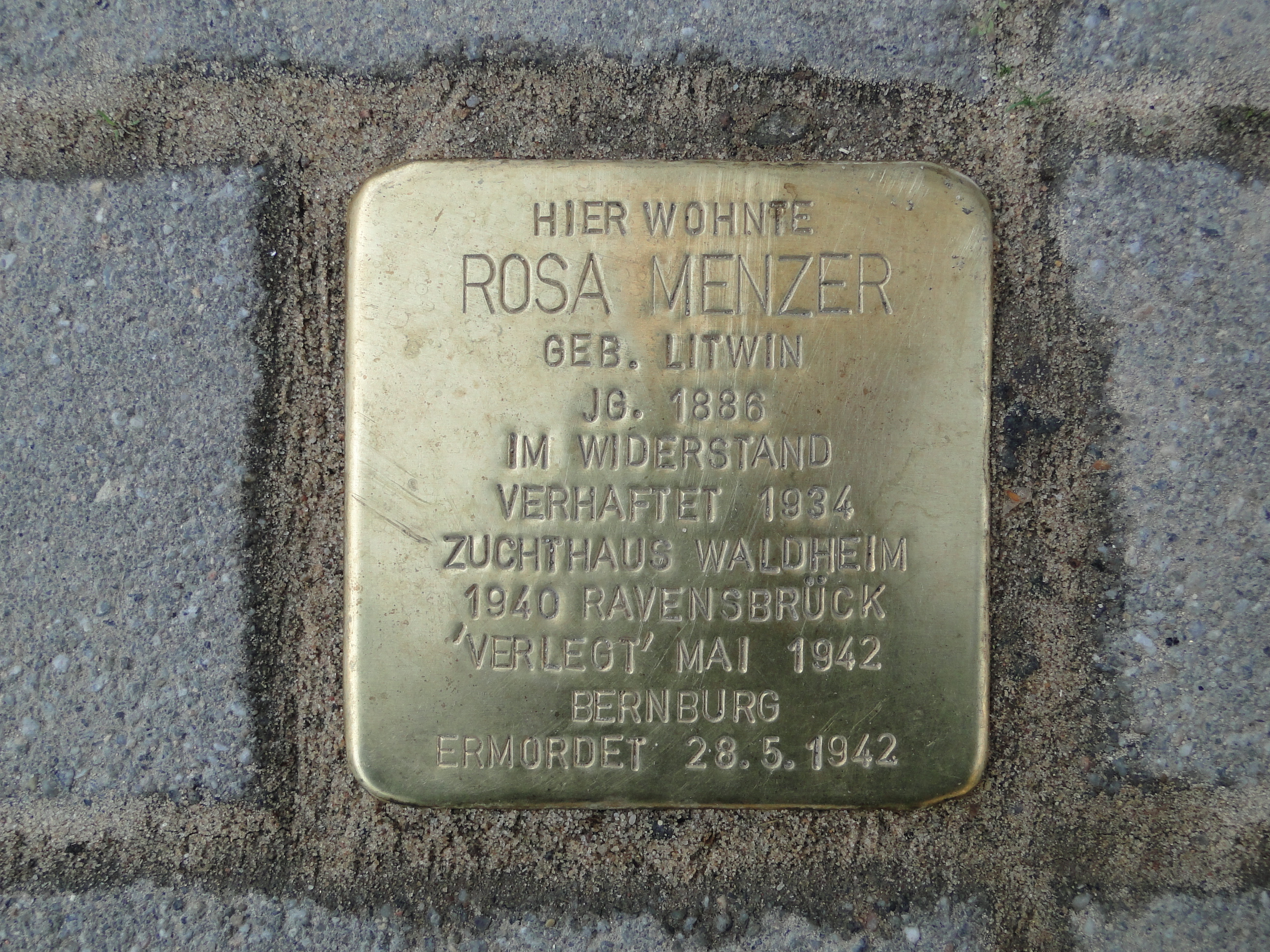
Stolperstein für Rosa Menzer, 2013

Im Jahr 1946 wurde die Markgraf-Heinrich-Straße in Dresden in Rosa-Menzer-Straße umbenannt. Auf dem Heidefriedhof befindet sich ein Gedenkstein für Rosa Menzer, der ursprünglich vor der 51. Grundschule stand und auf den Friedhof versetzt wurde. Ihr Kenotaph befindet sich zudem im Ehrenhain des Heidefriedhofs.
Anlässlich des XI. Parteitages der SED wurde im September 1988 auf dem Barbarossaplatz in Dresden ein von Vinzenz Wanitschke geschaffenes Sandstein-Denkmal für Rosa Menzer, Helene Glatzer und Otto Galle enthüllt. Die Schrifttafeln aus Bronze mit einem kurzen Lebenslauf entwarf Martin Hänisch.
Seit September 2013 erinnert in der heute nach ihr benannten Straße in Dresden ein Stolperstein an Rosa Menzer.